# Łubowiczki
Łubowiczki dawniej też Lubowiczki i Klein-Lubowice – wieś w Polsce położona w województwie wielkopolskim, w powiecie gnieźnieńskim, w gminie Kiszkowo.

## Historia

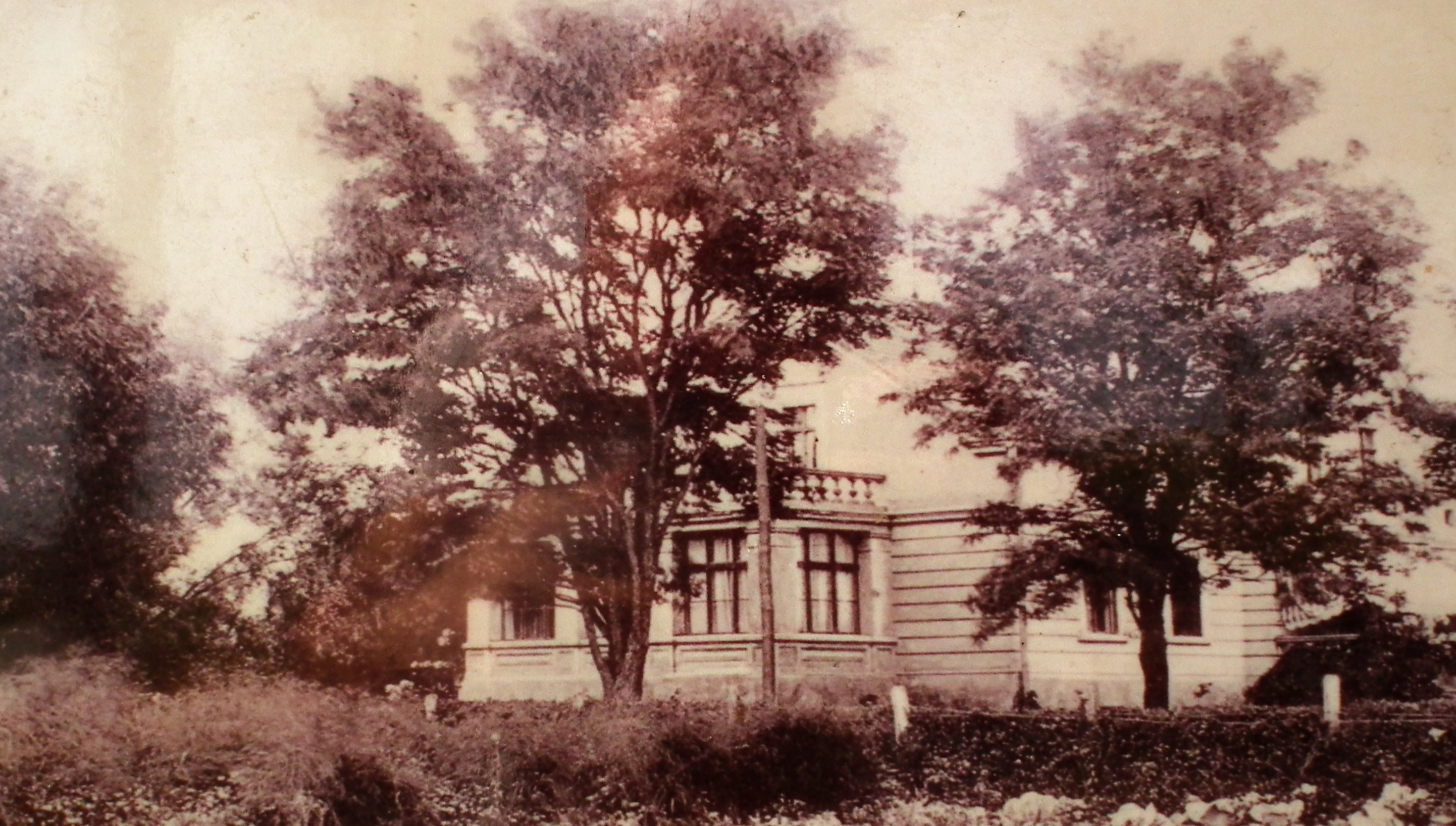
Dwór w okresie międzywojennym

W 1348 wymieniono po raz pierwszy Łubowiczki i Łubowice jako Duplex Lubovicze. W 1519 Stanisław Skrzetuski zapisał wieś w posagu i wianie swojej żonie, Zofii, córce Łukasza Budziwoja Łubowskiego. W 1609 wieś wydzierżawili Jan Węgierski i Anna z Żakowskich od Filipa Izbińskiego i Katarzyny z Przerębskich. Jednym z kolejnych współdzierżawców był Marcin Pierski, a także Maciej i Adam Żakowscy. W 1640 wieś nabył za 2750 zł Krzysztof Wierzejewski i jest to pierwszy zapis uwzględniający podział na Łubowice Mniejsze i Wielkie, czyli Łubowiczki i Łubowice. W 1654 wieś wydzierżawił Franciszek Łubowicki (stolnik ciechanowski) i Mikołaj Skorszewski. W 1689 część wsi nabył Walerian Zabłocki. Kolejnym właścicielem był Maciej Gądkowski, a następnie: Szymon Chyliński, Franciszek Gliński (1697), Jakub Antoni Niedrowski (1709), Józef Przanowski (1726), Aleksander Przyłuski, Aleksander Złotnicki (1765), i Władysław Dziembowski (1779). W następnych latach majątek był przedmiotem zatargów i ugód, by przejść w ręce Konstantyna Koszutskiego i Stanisław Garczyński (1792). W 1839 wieś zamieszkiwało 111 osób, a w 1846 - 75 osób. Kolejnym właścicielem był Gustav Carl Mahna, a potem rodzina Kazybskich. W 1884 zamieszkiwało tu 94 mieszkańców w ośmiu domach. Na majątek składało się wówczas 926 mórg. W 1891 miejscowość zakupił dr Władysław Szulczewski dla swego syna Stanisława. W 1909 nabyła ją spółka parcelacyjna z ostrowa Wielkopolskiego. W 1946 majątek został rozparcelowany pośród robotników folwarcznych, a w 1949 zawiązano tu rolniczą spółdzielnię produkcyjną. 

## Zabytki
We wsi stoi dwór zbudowany w latach 80. XIX wieku. Otacza go park krajobrazowy z tych samych lat. Rośnie w nim siedem drzew o statusie pomnika przyrody. Największy jest dąb szypułkowy Kazimierz Wielki o obwodzie 378 cm. Poza tym rosna tu wiązy o obwodzie 222 i 265 cm, a także dęby o imionach Jan, Józef i Marian oraz jesion wybiosły Królewicz o obwodzie 282 cm. W skład folwarku wchodzą też brama, stajnia, obora, chlew (1900), spichlerz (1920) i stodoła (1928). W latach 1975–1998 miejscowość administracyjnie należała do województwa poznańskiego.
W Łubowiczkach urodził się poseł na Sejm Kazimierz Brownsford.